# Ольховський Олексій Петрович
Ольховський Олексій Петрович (рос. Ольховский Алексей Петрович; нар.1830-ті Зміїв — пом.1899 Харків ) — український бровар, підприємець, купець 2-і гільдії і громадський діяч. 
Ольховський Олексій Петрович народився у м. Зміїв. Дитинство Олексія пройшло в Змійові де він закінчив церковно-приходську школу, але ще підлітком мати Олексія забрала його у Харків допомагати їй працювати на пивомедоварному заводі, який брала в оренду.    Поступово Олексій навчився родинній справі варіння пива і меду і вже самостійно працював пивоваром на заводі міського Голови Чепелкіна. Потім домовився про оренду цього виробництва і вже самостійно господарював . У 1865 році він першим в Харкові і в Слобожанщині  втілив технологію приготування пива сучасного типу европейського лагеру, яке спочатку харківʼянам здавалося водянистим, гірким і прозорим, але з часом визначило розвиток місцевого пивоваріння. Таким чином Олексій Ольховський є піонером сучасного слобожанського пивоваріння і бровар новатор. 
У 1876 році Ольховський викупив земельну ділянку і складські будівлі у Бирдіна Михайла Ілліча, побудував тут двоповерховий корпус пиво-медоваренного заводу, казарму для працівників, контору, котельню та солодовню. Він почав варити пиво, яке завоювало безліч медалей на міжнародних виставках. 
У другій половині  19-го століття Олексій Ольховський будує двоповерховий будинок з флігелем та пивним і винним льохом. Родина мешкала на другому поверсі, а перший поверх і флігель призначався для контори виробництва і продажу пива і меду. 
Син Олексія Павло з 1990 року продовжив родинний бізнес і очолив завод, ставши і головним його броварем.
Олексій Ольховський відомий меценат і благодійник. На вулиці Малинівській на своїй ділянці землі він у 1876-1878 роках збудував житловий будинок для 30 робітників заводу, тим самим вирішивши питання з житлом. Також на підприємстві були впроваджені програми медичного обслуговування і фінансової допомоги робітникам. 
Революції та війни призвели в 1920 році до націоналізації радянською державою заводу спадкоємців Ольховського.
У 1922 році тут почали виробляти пресовані хлібопекарські дріжджі
Сьогодні традиції Олексія Ольховського продовжує броварня Пивна Легенда, яка відродила виробництво пива і питного меду в історичних будовах.